# Howdenia frontalis
Howdenia frontalis är en skalbaggsart som först beskrevs av Wittmer 1963.  Howdenia frontalis ingår i släktet Howdenia och familjen Phengodidae. Inga underarter finns listade i Catalogue of Life.